# Joanna Pałys
Joanna Pałys (ur. 1981 w Świdnicy) – polska malarka i graficzka, autorka kontemplacyjnych pejzaży industrialnych i architektonicznych.

## Życiorys
W latach 2003–2008 studiowała malarstwo w pracowni prof. Stanisława Kortyki na Wydziale Malarstwa i Rzeźby ASP we Wrocławiu. W 2008 roku uzyskała tytuł magistra sztuki (dyplom z wyróżnieniem). Za pracę dyplomową z malarstwa zrealizowaną pod kierunkiem prof. Stanisława Kortyki oraz z projektowania malarstwa w architekturze i urbanistyce pod kierunkiem prof. Wojciecha Kaniowskiego otrzymała nagrodę Najlepszy Dyplom 2008. Aneks z grafiki uzyskała w pracowni prof. Przemysława Tyszkiewicza w Katedrze Grafiki Warsztatowej.
Od 2013 roku pracuje jako asystentka w pracowni malarstwa architektonicznego i sztuki w przestrzeni publicznej w ASP we Wrocławiu, prowadzonej przez prof. Wojciecha Kaniowskiego.

## Nagrody i wyróżnienia
2014
- V Wyróżnienie w II Międzynarodowym Konkursie Artystycznym „Pejzaż Współczesny”, Częstochowa.
- Nominacja do finału międzynarodowego konkursu malarskiego Strabag Art Award[2], Austria

2012
- I Nagroda w 7. Międzynarodowym Biennale Miniatury, OPK Gaude Mater, Częstochowa.

2009
- Nagroda Firmy Sennelier w II Międzynarodowym Biennale Obrazu „Quadro-Art”, Galeria ZPAP „Na Piętrze”, Łódź

2008
- I Nagroda Ministra Kultury i Dziedzictwa Narodowego, 18. OPMM Promocje 2008, Galeria Sztuki w Legnicy, Legnica
- Nagroda Galerii Miejskiej BWA w Bydgoszczy, 18. OPMM Promocje 2008, Galeria Sztuki w Legnicy, Legnica
- Nagroda Kwartalnika Artystycznego Format, 18. OPMM Promocje 2008, Galeria Sztuki w Legnicy, Legnica
- Nagroda Marszałka Województwa Dolnośląskiego „Najlepszy Dyplom 2008”, Wrocław

2007
- Wyróżnienie w konkursie „Dialog z Kulturą” w kategorii rysunek, ASP Wrocław

## Stypendia
2010
- Stypendium Ministra Kultury i Dziedzictwa Narodowego na projekt „Obiekty”

2007/2008
- Stypendium Ministra Kultury i Dziedzictwa Narodowego
- Stypendium Prezydenta Wrocławia w dziedzinie kultury i sztuki